# Структура данных

Бинарное дерево, простой пример ветвящейся связной структуры данных.

Структура данных (англ. data structure) — программная единица, позволяющая хранить и обрабатывать (машиной) однотипные и/или логически связанные данные. Для добавления, поиска, изменения и удаления данных структура данных предоставляет некоторый набор функций, составляющих её интерфейс.
Термин «структура данных» может иметь несколько близких, но тем не менее различных значений:
- Абстрактный тип данных;
- Реализация какого-либо абстрактного типа данных;
- Экземпляр типа данных, например, конкретный список;
- В контексте функционального программирования — уникальная единица (англ. unique identity), сохраняющаяся при изменениях. О ней неформально говорят как об одной структуре данных, несмотря на возможное наличие различных версий.

Структуры данных формируются с помощью типов данных, ссылок и операций над ними в выбранном языке программирования.
Различные виды структур данных подходят для различных приложений; некоторые из них имеют узкую специализацию для определённых задач. Например, B-деревья обычно подходят для создания баз данных, в то время как хеш-таблицы используются повсеместно для создания различного рода словарей, например, для отображения доменных имён в интернет-адресах компьютеров.
При разработке программного обеспечения сложность реализации и качество работы программ существенно зависят от правильного выбора структур данных. Это понимание дало начало формальным методам разработки и языкам программирования, в которых именно структуры данных, а не алгоритмы, ставятся во главу архитектуры программного средства. Большая часть таких языков обладает определённым типом модульности, позволяющим структурам данных безопасно переиспользоваться в различных приложениях. Объектно-ориентированные языки, такие как Java, C# и C++, являются примерами такого подхода.

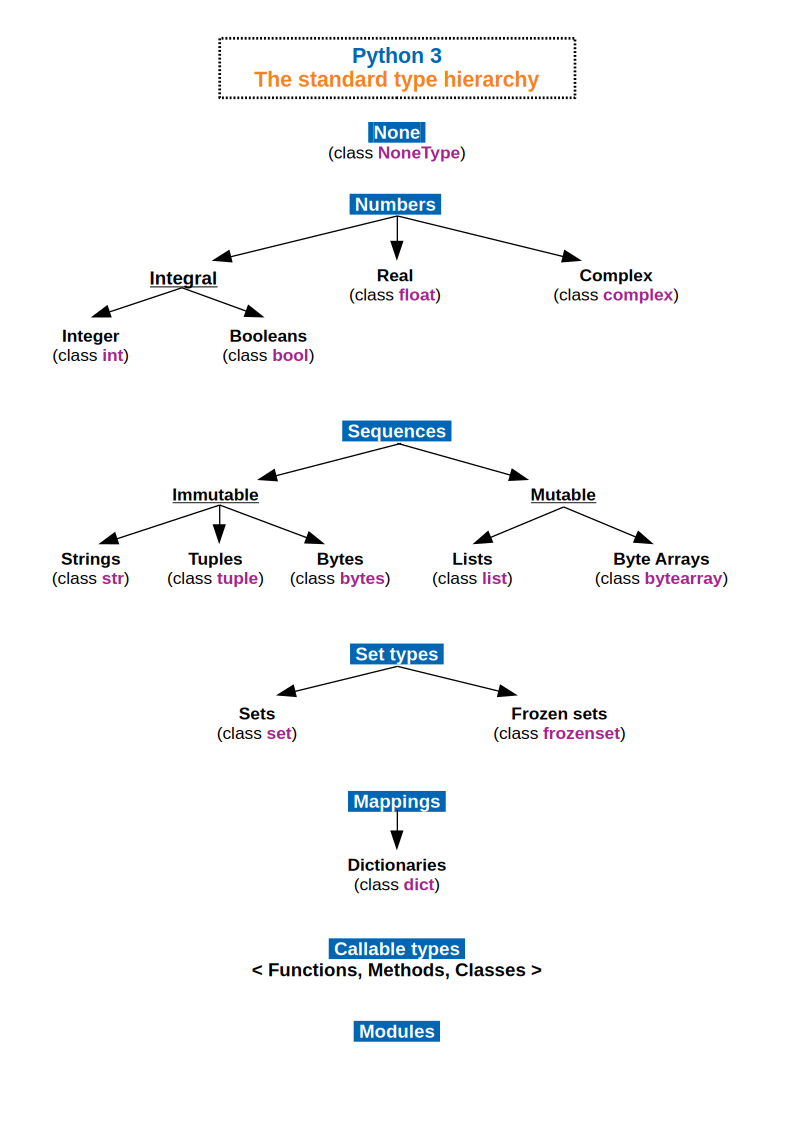

Многие классические структуры данных представлены в стандартных библиотеках языков программирования или непосредственно встроены в языки программирования. Например, структура данных хеш-таблица встроена в языки программирования Lua, Perl, Python, Ruby, Tcl и др. Широко используется стандартная библиотека шаблонов (STL) языка C++.
Фундаментальными строительными блоками для большей части структур данных являются массивы, записи (struct в Си и record в Паскале), размеченные объединения (union в Си) и ссылки. Например, двусвязный список может быть построен с помощью записей и ссылок, где каждая запись (узел) будет хранить данные и ссылки на «левый» и «правый» узлы.

## Сравнение структур данных в функциональном и императивном программировании
Проектировать структуры данных для функциональных языков более сложно, чем для императивных, как минимум по двум причинам:
1. Почти все структуры данных интенсивно используют присваивание, которое в чисто функциональном стиле не используется;
2. Функциональные структуры данных являются более гибкими, и поэтому там, где в императивном программировании старая версия теряется, просто заменяясь новой, в функциональном она автоматически продолжает существовать. Другими словами, в императивном программировании (если не принять особых мер, которые могут серьёзно усложнить программу) структуры данных являются эфемерными (англ. ephemeral), а в функциональных программах они как правило постоянные (англ. persistent).